# La Foire de Sorotchintsy

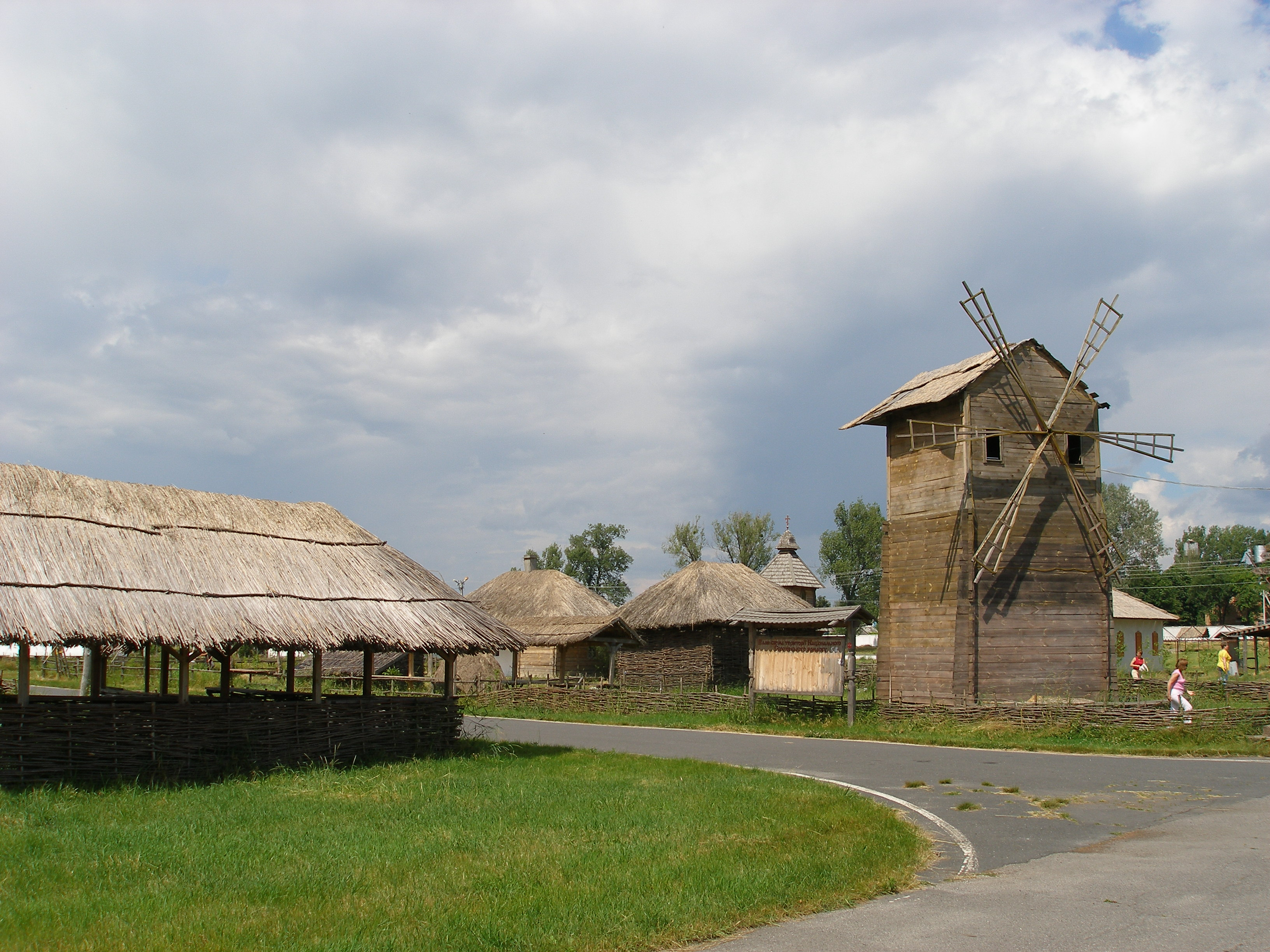
Site (moderne) de la foire de Sorotchintsy

La Foire de Sorotchintsy (aussi La Foire de Sorotchinetz, en russe : Сорочинская ярмарка) est une nouvelle parue dans le recueil Les Soirées du hameau de l'écrivain russe d'origine ukrainienne Nicolaï Gogol.
Le manuscrit se compose de quatre feuilles volantes (soit 16 pages) entièrement remplies à l'encre du texte autographe et est titré et daté ("1829") en bas du texte au crayon par une autre main.
La nouvelle est la première du recueil Les Soirées du hameau et est suivie par La Nuit de la Saint-Jean.

## Postérité
Au XIXe siècle, l'histoire est adaptée en opéra du même nom par Modeste Moussorgski. La Foire de Sorochyntsi (en), resté inachevé, sera complété par d'autres mains).
La version terminée par Nicolas Tcherepnine est créée le 17 mars 1923 à l'opéra de Monte-Carlo, avec Germaine Bailac dans le rôle de Khivria,.